# Degenberg

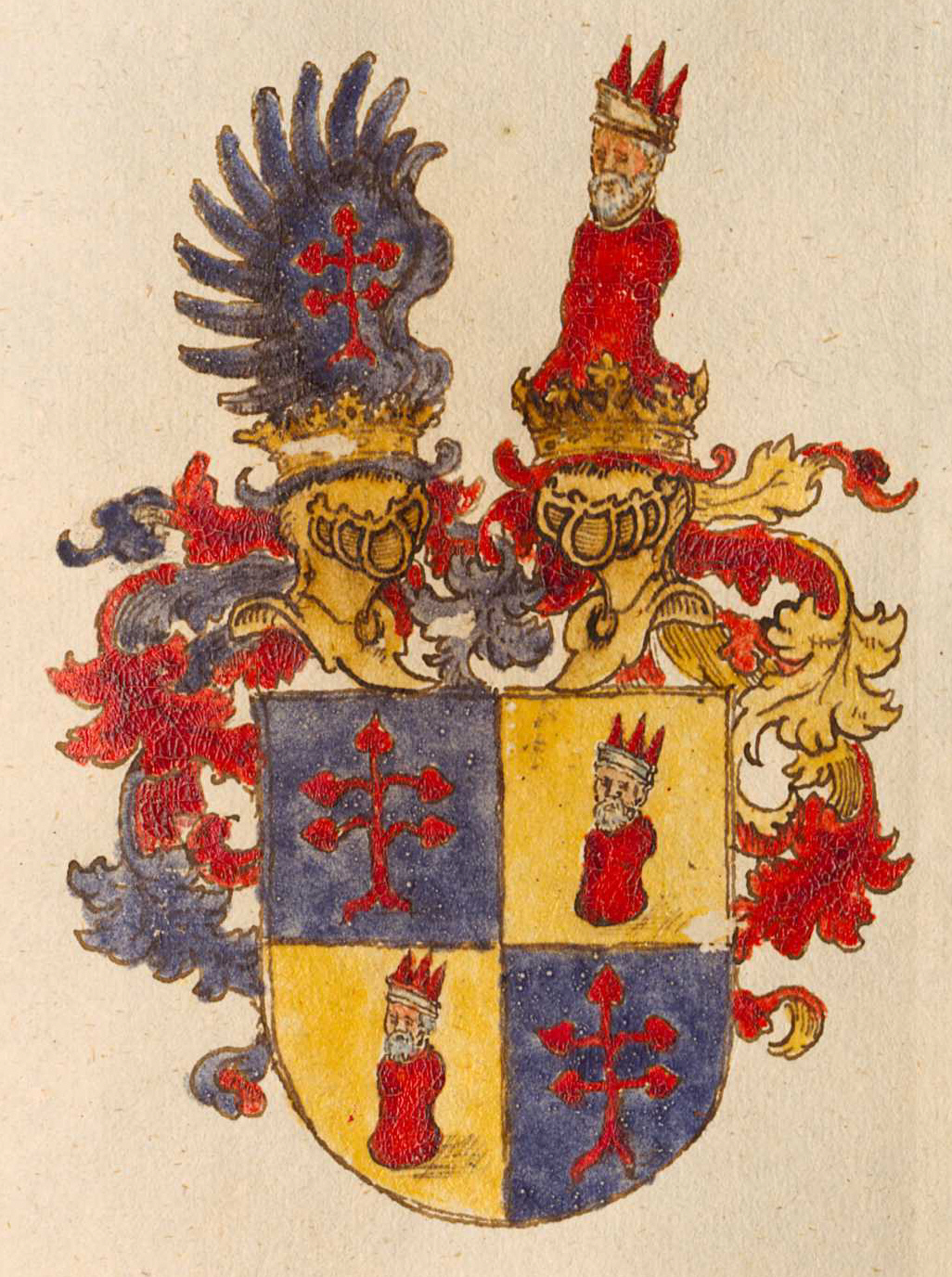
Blazonul familiei Degenberg

Degenberg a fost o importantă familie nobiliară în regiunea „Pădurea Bavareză” (în germană Bayerischer Wald).
Cetatea ancestrală (Burg Degenberg) a familiei se afla la Degenberg, lângă Schwarzach în districtul Straubing-Bogen. Astăzi mai există doar ruinele acestei cetăți.
În 1186 este menționat în documente pentru prima dată un membru al familiei: Hugo de Tegernberch. Membrii familiei Degenberg au fost inițial funcționari (ministeriali) ai conților de Bogen. După dispariția acestora, familia Degenberg a preluat o mare parte a posesiunilor lor ca feudă sau gaj. Apoi, în calitate de funcționari ai ducelui de Bavaria, ei și-au extins treptat proprietățile cu bunuri care aparținuseră altor familii de funcționari.
Hartwig de Degenberg, administrator al curții împăratului Ludovic al IV-lea, a primit de la acesta teritoriul din jurul districtului Frauenau în 1341. Hartwig a donat acest teritoriu Mănăstirii Niederaltaich, al cărei stareț era fratele său, Ruger de Degenberg. Fiica lui Hartwig s-a căsătorit cu Stephan Schönsteiner, iar fiii lor, Hans, Hartwig și Eberwein au moștenit proprietatea după moartea bunicului lor, în 1352, sub numele Degenberg. Fiul lui Hartwig, Hans, a devenit cavaler de Weißenstein în 1394 și a fost administratorul curții bavareze, această funcție fiind ereditară.
În 1421 Hans al II-lea de Degenberg a achiziționat așa-numitul Provosthof de lângă Regen, a fondat un spital și a construit până în 1425 Biserica Sf. Duh. În 1438 Hans și-a împărțit posesiunile între cei doi fii ai săi, Iacob și Hans cel Tânăr. Iacob a primit zona din jurul Degenberg, iar Hans zona din jurul Weißenstein, inclusiv orașele Regen și Zwiesel. Hans al II-lea a murit în jurul anului 1440.
În 1454 fiul său, Hans al III-lea, el însuși fără urmași, a lăsat posesiunile familiei Degenberg, nepotului său Hans (al IV-lea), fiul lui Iacob, în schimbul unei rente anuale. Hanns al III-lea a primit titlul de Freiherr (în traducere „domn liber”) pe 21 martie 1465 de la împăratul Frederic al III-lea. A murit în jurul anului 1480.

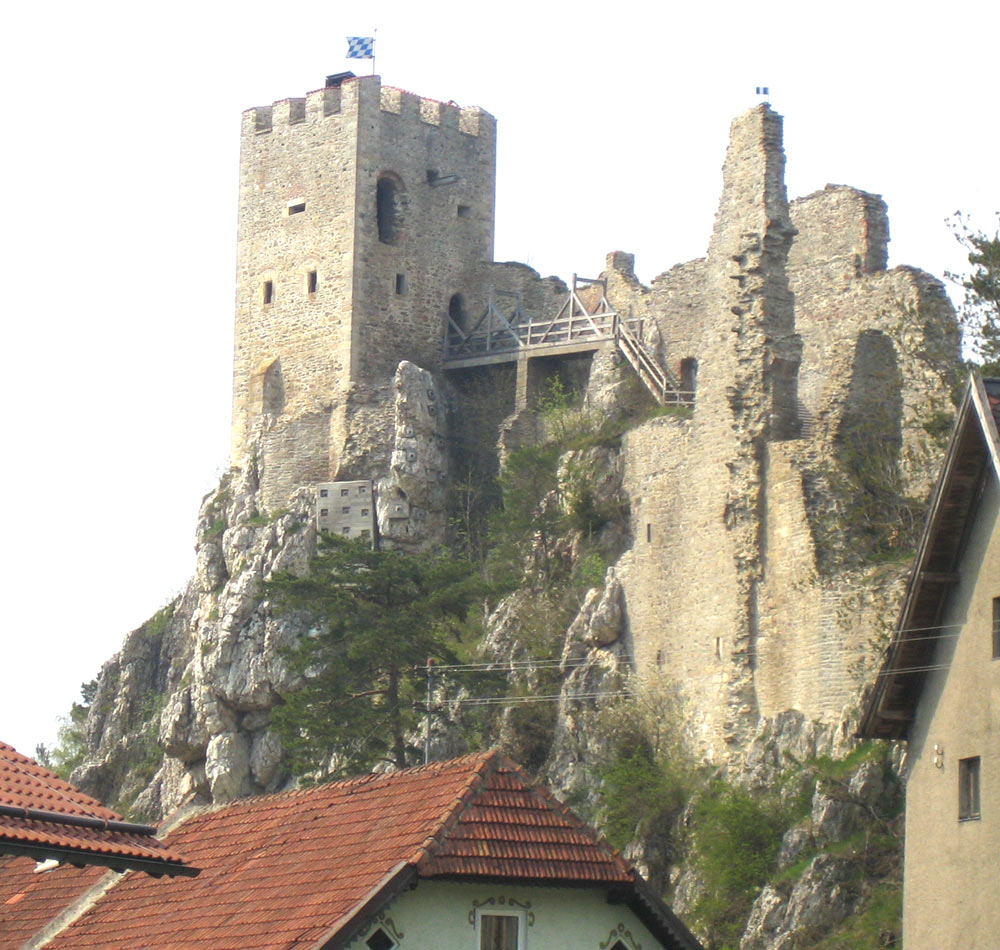
Cetatea Weißenstein

În 1466 Hans al IV-lea a fondat Liga Böcklerbund, care era îndreptată împotriva ducelui Albert al IV-lea de Bavaria. În așa-numitul „Război Böckler”, ducele Bavariei a cucerit cetatea Degenberg și a distrus-o complet. La 5 decembrie 1468 ducele a capturat Cetatea Weißenstein pe care a devastat-o, precum și Cetatea Altnußberg, care aparținea, de asemenea, familiei Degenberg. Reconcilierea a avut loc în 1473, dar Hans al IV-lea a trebuit să se jure că nu va reconstrui niciodată Cetatea Degenberg. El a restaurat Cetatea Weißenstein și a construit un nou castel în Oberschwarzach, lângă fosta cetate ancestrală a familiei. Cetatea Saldenburg, pe care o achiziționase în 1468, a rămas în posesia familiei Degenberg până în 1587. Hans al IV-lea a murit în 1487.

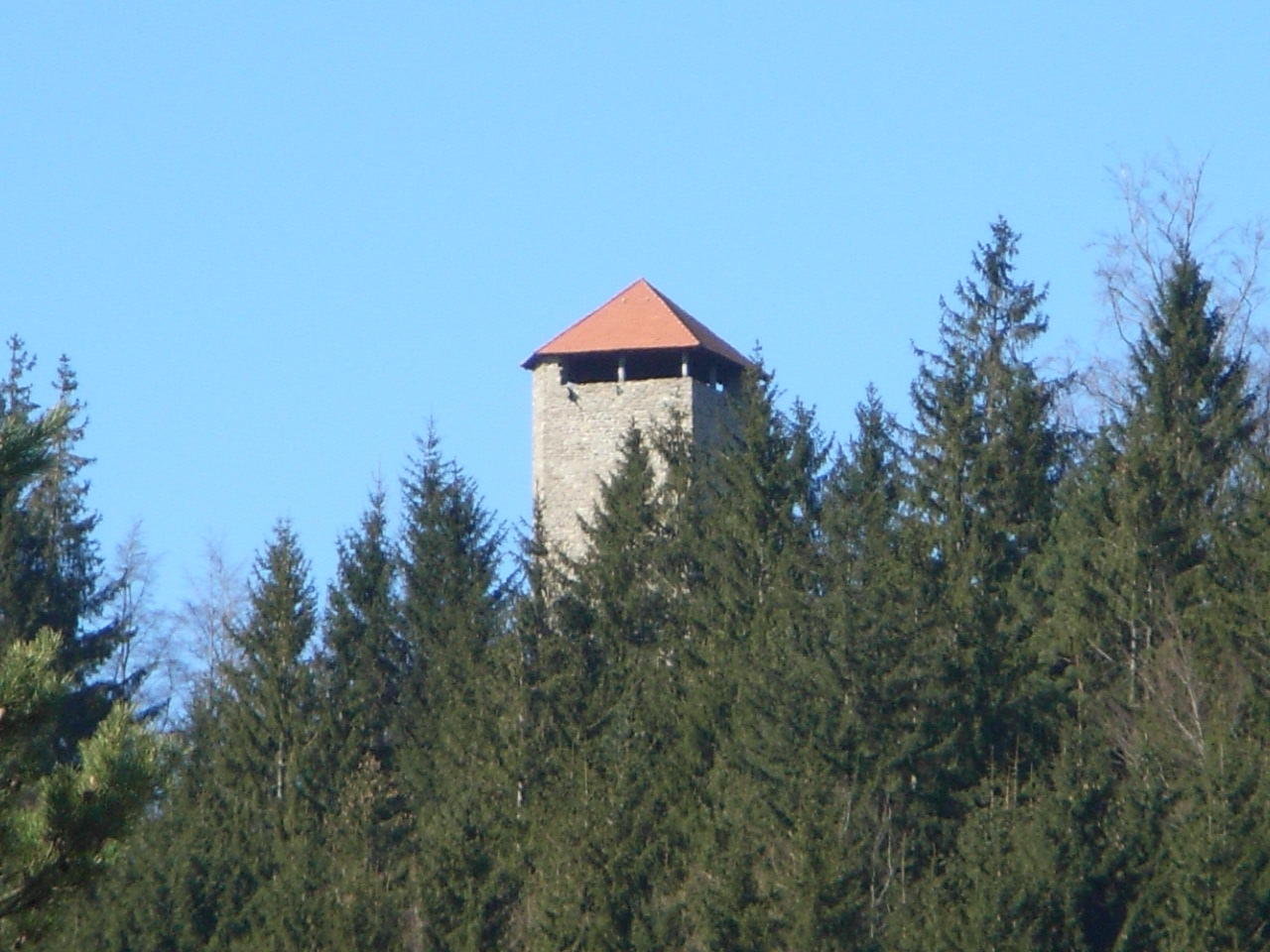
Cetatea Altnußberg

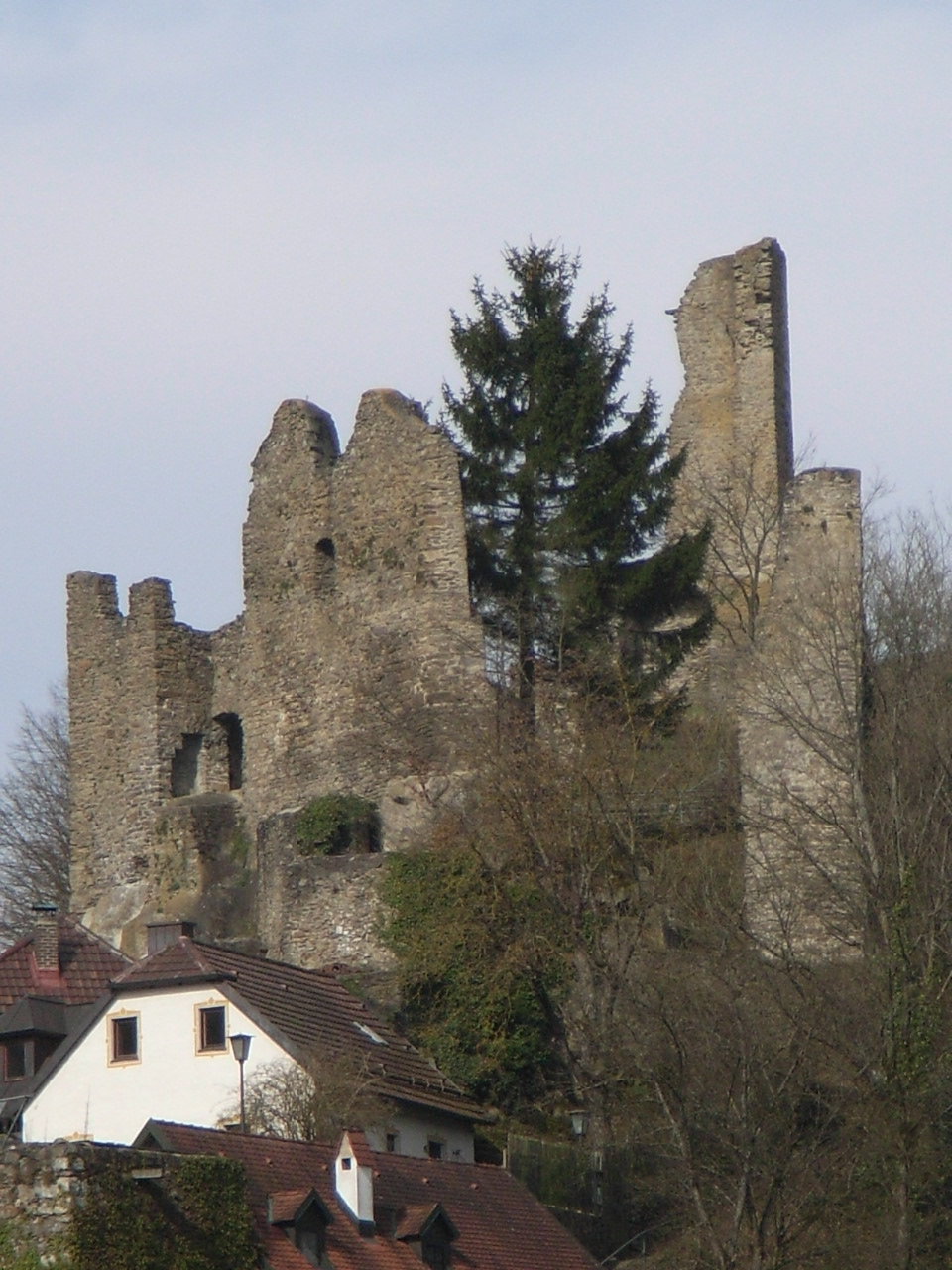
Cetatea Hals

Fiul său, Hans al V-lea, a fost înfeudat de împăratul Frederic al III-lea pe 2 august 1487 cu Degenberg, Zwiesel și Weißenstein primind și înalta jurisdicție a teritoriului respectiv. La 14 iulie 1489 Hans al V-lea la Weißenstein în Cham a jucat un rol cheie în întemeierea unei noi alianțe împotriva ducelui Bavariei, așa-numita Ligă Löwler. În 1492 el a ocupat Mănăstirea Rinchnach și câteva sate din jurul acesteia. În 1493–1494 s-a împăcat cu ducele și a primit funcția de administrator al curții bavareze, precum și dreptul de a însoți transportul de vinuri ale Mănăstirii Tegernsee în calitate de feudal cu titlu ereditar. Hans al V-lea a murit în 1495.
În 1511 fiul său, Hans al VI-lea, a moștenit Comitatul Hals. În 1517, deoarece Ulrich al II-lea de Ortenburg revendica și el comitatul, cei doi au căzut de acord și au vândut comitatul ducilor bavarezi. Hans a devenit administrator în München în 1514.

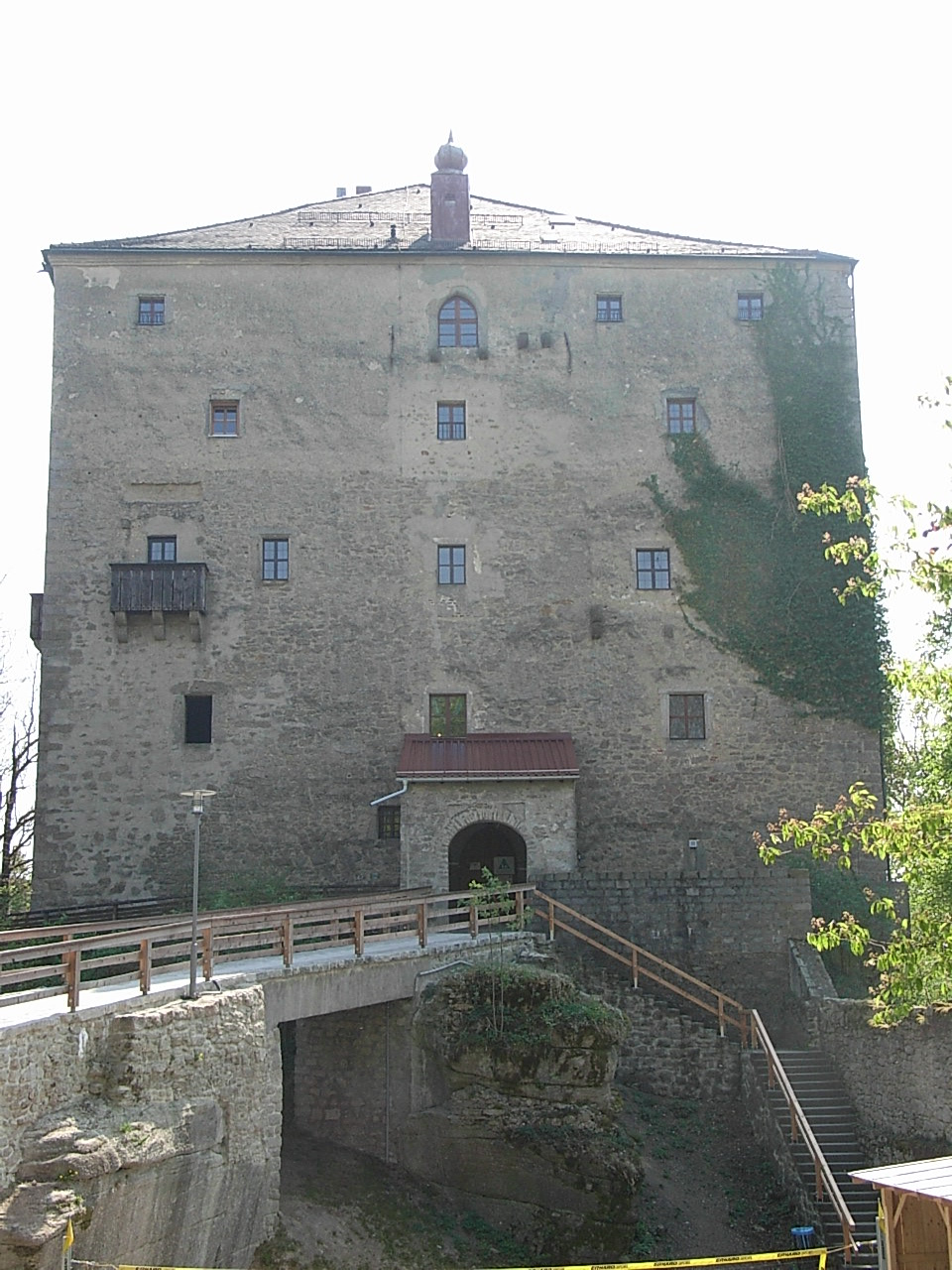
Cetatea Saldenburg

La 22 decembrie 1539 ducele Ludovic al X-lea de Bavaria i-a cedat lui Hans al VII-lea (d. 1559) administrația curții de justiție din Regen pentru suma de 1000 de guldeni. În 1548 Hans a primit privilegiul ereditar de a produce bere din grâu (germană Weißbier) la nord de Dunăre. În restul Bavariei, fabricarea berii din grâu era interzisă. Hans și-a exercitat acest drept în Oberschwarzach. 
Fiul său, Sigmund, a murit în 1558, iar fiul acestuia, Hans Sigmund, a moștenit administrarea Bavariei, a fost consilier princiar în Straubing și a fost ridicat la rangul de Freiherr. Odată cu moartea sa pe 10 iunie 1602, familia Degenberg s-a stins. Hans Sigmund a fost înmormântat în cripta familiei din biserica parohială din Schwarzach. Văduva sa, Sidonia Katharina, cu care se căsătorise în 1581, a intrat sub protecția ducelui de Bavaria. La 26 februarie 1607, în urma negocierilor duse la Praga cu împăratul, posesiunile familiei Degenberg au fost atribuite ducelui Maximilian I de Bavaria.